# Іньєста (Куенка)
Іньєста (ісп. Iniesta) — муніципалітет в Іспанії, у складі автономної спільноти Кастилія-Ла-Манча, у провінції Куенка. Населення — 4694 особи (2010).
Муніципалітет розташований на відстані близько 200 км на південний схід від Мадрида, 80 км на південний схід від Куенки.
На території муніципалітету розташовані такі населені пункти: (дані про населення за 2010 рік)
- Алькаосо: 14 осіб
- Касас-де-Хуан-Фернандес: 2 особи
- Іньєста: 4678 осіб

## Демографія
Динаміка населення (INE ):

## Галерея зображень

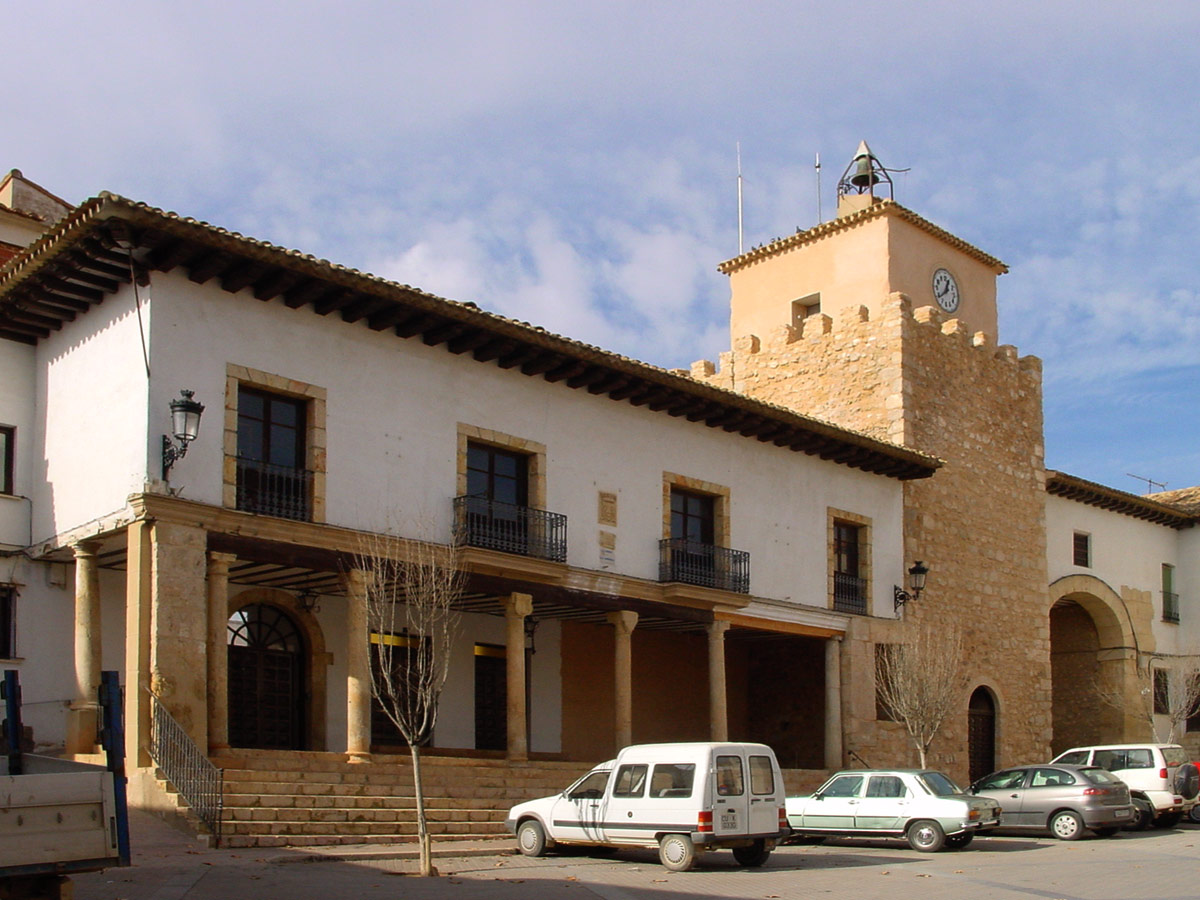
Муніципальна рада
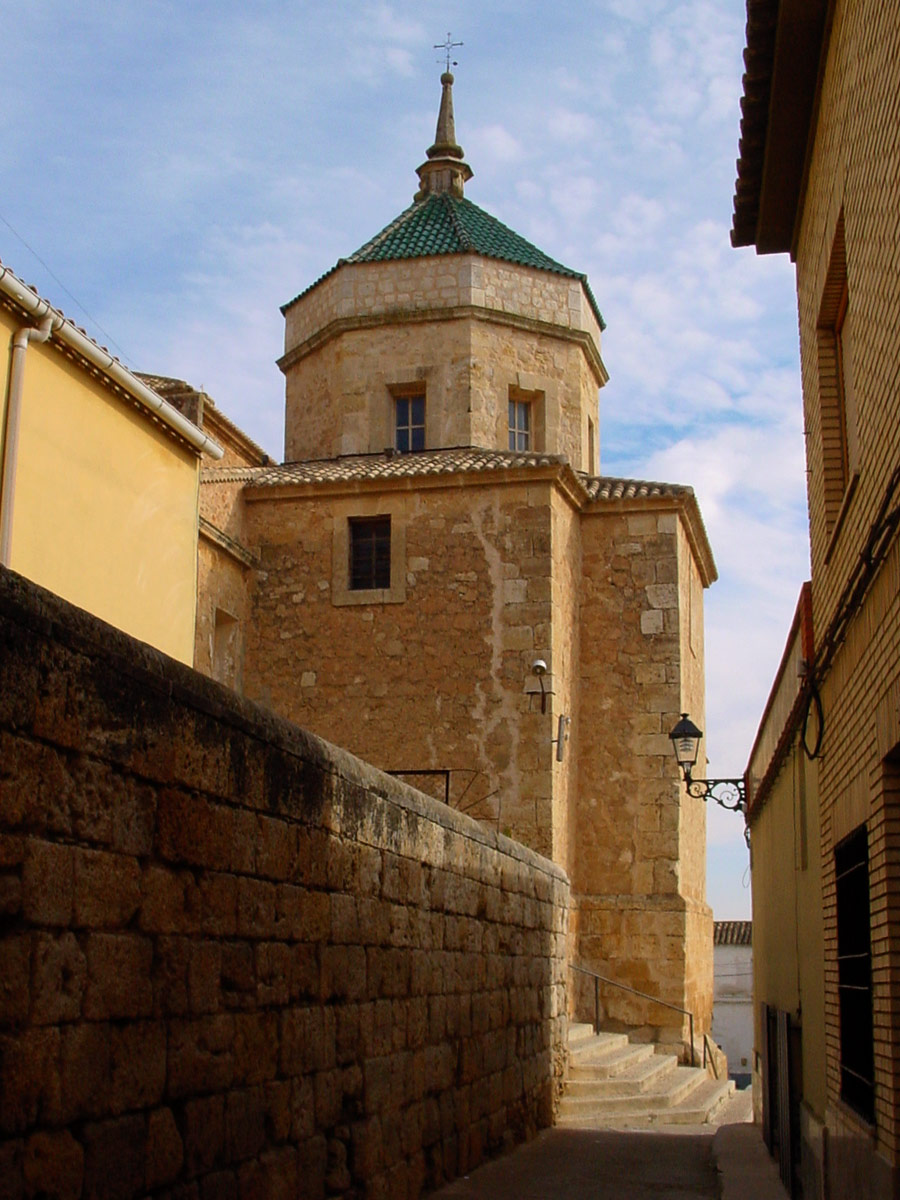
Парафіяльна церква Ла-Асунсьйон